# 科爾維爾 (明尼蘇達州)
科爾維爾（英語：Colvill）是位於美國明尼蘇達州庫克縣的一個鬼鎮。

## 歷史
科爾維爾鎮區曾於1906年設立，其後隨著1930年代大蕭條人口流失而廢除。此地得名自曾居住於當地農場的威廉·J·科爾維爾（William J. Colvill）上校。

## 地理
科爾維爾所處的海拔為高於海平面211米（即692英呎），而該地所採用的時區為UTC-6，即北美中部時區（CST）。同時該地設有夏令時間，為UTC-6調快一小時，即UTC-5（CDT）。